# إسماعيل بن يحيى المزني
أَبُو إِبْرَاهِيمَ إِسْمَاعِيلُ بْنُ يَحْيَى بْنِ إِسْمَاعِيلَ بْنِ عَمْرِو بْنِ إِسْحَاقَ بْنِ مُسْلِمِ بْنِ بَهْدَلَةَ بْنِ عَبْدِ اللَّهِ الْمُزَنِيُّ الْمِصْرِيُّ. (175 هـ- 264 هـ = 791 - 878 م)، أحد أبرز أعلام المدرسة الشافعية، وأكثر تلاميذ الإمام الشافعي (ت. 204 هـ) تأثيرًا في نشر الفقه والأصول. كان عالمًا مُجتهدًا، ومُصنِّفًا بارعًا، ومُعلِّمًا قديرًا، ساهم في ترسيخ المذهب الشافعي وتطويره. عاش في أوج عزة الدولة العباسية في أيام الرشيد وأولاده، وعاش محنة خلق القرآن في أواخر أيام المأمون وحتى أيام المتوكل، كما عاش أيام نفوذ الترك في مفاصل الدولة من بعد المعتصم؛ وشهد في سنة أربع وخمسين ومائتين للهجرة قيام الدولة الطولونية بمصر، وكذلك بداية ثورة الزنج الماحقة، والتي استمرت حتى سنة سبعين ومائتين.

## نشأته
أبو إبراهيم، إسماعيلُ بن يَحيى بن إسماعيل بن عمرو بن مُسلِم، المُزَنِيُّ، المصْرِيُّ.
والمزني: بضم الميم، وفتح الزاي، نسبة إلى مزينة بن أد بن طابخة بن إلياس بن مضر، واسم مزينة: عمرو، وإنما سمي باسم أمه مزينة بنت كلب بن وبرة، وولدت هي: عثمان وأوساً ابني عمرو بن أد بن طابخة، فهم مزينة، وجماعة نسبوا إلى مزينة تميم، وهم أحلاف الأنصار، وفيهم كثرة. ولد المزني في سنة خمس وسبعين ومائة، سنة موت الليث بن سعد.

## فقهه وشيوخه
كانت بداية حياة المزني العلمية على مذهب علماء الرأي والكلام، فكان اتصاله بالشافعي لما قدم مصر سبباً في تحوله إلى مذهب أصحاب الحديث عقداً وفقهاً؛ قال عثمان بن سعيد بن بشار الأنماطي -تلميذ المزني-: سمعت المزني يقول: «كنت أنظر في الكلام قبل أن يقدم الشافعي، فلما قدم أتيته فسألته عن مسألة من الكلام، فقال لي: تدري أين أنت؟ قلت: نعم، في مسجد الفسطاط، قال لي: أنت في تاران ثم ألقى عليَ مسألة في الفقه فأجبت، فأدخل شيئا أفسد جوابي، فأجبت بغير ذلك، فأدخل شيئا أفسد جوابي، فجعلت كلما أجبت بشيء أفسده، ثم قال لي: هذا الفقه الذي فيه الكتاب والسنة وأقاويل الناس يدخله مثل هذا، فكيف الكلام في رب العالمين الذي فيه الزلل كبير؟»، قال المزني: «فتركت الكلام وأقبلت على الفقه».
وقال المزني: «كنا على باب الشافعي نتناظر في الكلام، فخرج إلينا الشافعي وسمع بعض ما كنا فيه، فرجع عنا فما خرج إلينا إلا بعد سبعة أيام، ثم خرج فقال: ما منعني من الخروج إليكم علة عرضت، ولكن لما سمعتكم تتناظرون فيه، أتظنون أني لا أحسنه؟ لقد دخلت فيه حتى بلغت منه مبلغاً، وما تعاطيت شيئاً إلا وبلغت فيه مبلغاً، حتى الرمي، كنت أرمي بين الغرضين فأصيب من العشرة تسعة، ولكن الكلام لا غاية له، تناظروا في شيء إن أخطأتم فيه يقال لكم: أخطأتم، ولا تناظروا في شيء إن أخطأتم فيه يقال لكم: كفرتم».
وقال أيضاً: «كنت يوما عند الشافعي أسائله عن مسائل بلسان أهل الكلام»، قال المزني: «فجعل يسمع مني وينظر إليَّ ثم يجيبني عنها بأحضر جواب، فلما اكتفيت قال لي: يا بني، أدلك على ما هو خير لك من هذا؟ قلت: نعم، فقال: يا بني، هذا علم إن أنت أصبت فيه لم تؤجر، وإن أخطأت فيه كفرت، فهل لك في علم إن أصبت فيه أجرت، وإن أخطأت لم تأثم؟ قلت: وما هو؟، قال: الفقه»، قال المزني: «فلزمته، فتعلمت منه الفقه ودرست عليه».
وقد توطدت صلة المزني بالشافعي إلى درجة الحب المتبادل والإجلال، فقد كان الشافعي يخصه بما لا يخص به غيره فعن أبي إسحاق المروزي أنه قال: ذكر المزني أن الشافعي أخذ بيده فقال:
أحب من الإخوان كل موات ... وكل غضيض الطرف عن عثراتي
يصاحبني في كل أمر أحبه ... ويحفظني حيا وبعد وفاتي
فمن لي بهذا ليت أني أصبته ... فقاسمته مالي مع الحسنات 
وهكذا بدأت رحلة المزني مع الشافعي حتى صار فقيهاً راجح المعرفة، غواصاً على المعاني الدقيقة، عارفاً باختلاف فقهاء الأمصار واتفاقهم، مناظراً محجاجاً متصرفاً بأصول الأدلة وقواعد الاستنباط.

## علومه ومعارفه
المزني (تلميذ الشافعي) كان أبرع تلاميذه في فهم مذهبه، وقد دلّ على ذلك:
- شهادات العلماء:

1. نقل ابن السبكي عن والده قوله: "لا يعرف قدر الشافعي إلا المزني"[18] لأن المزني جمع بين الفقه الشافعي وفقه أبي حنيفة ومالك والليث، واستوعب كتب الشافعي القديمة والجديدة، حتى ظهر في "مختصره" إحاطته بكل مسائل الشافعي، ومواضعها، واتفاقها، واختلافها.[19]
2. وقال أحمد بن صالح المصري: "لو حلف رجل أنه لم يرَ مثل المزني لصدق؛ فقال له أبو أفلح المصري: نكتب عنه؟ قال: إن حدثكم، (مرتين)".[20]

- نقله للحديث:

1. روى أحاديث من طريق الشافعي، منها:
2. حديث النهي عن الوصال بإسناد: المزني ← الشافعي ← مالك ← نافع ← ابن عمر.
3. أحاديث رمضان، وزكاة الفطر بنفس الإسناد، وصفها ابن السبكي بأنها: «متفق عليها، وهي من الأسانيد التي ينبغي أن تسمى عقد الجوهر ولا حرج».[21]

- بلاغته وعمق لغوي:

1. تميز بشرح المفردات اللغوية في "المختصر"، مثل تعليقه على وصية عمر بن الخطاب لـ"هني": «‌يا ‌هني، ‌ضم ‌جناحك ‌للناس، ‌واتق ‌دعوة ‌المظلوم؛ فإن دعوة المظلوم مجابة»[22]؛ قال المزني معلقاً: "هذا والله الكلام النقي، الذي من سمعه يظن أنه يقدر عليه، وإذا أراده أعوزه".[23]
2. أشاد الجرجاني بأسلوبه، مقارناً إياه بكلام البلغاء كقول علي بن أبي طالب: "قيمة كل امرئ ما يحسنه"، وقول الحسن البصري: "ما رأيت يقيناً لا شك فيه أشبه بشك لا يقين فيه من الموت".[24]

- تنوع علمي:

1. نقل المزني عن الشافعي قوله: "من ‌تعلم ‌القرآن ‌عظمت ‌قيمته، ومن تعلم الفقه نبل مقداره، ومن كتب الحديث قويت حجته، ومن تعلم الحساب جزل رأيه، ومن تعلم العربية رق طبعه، ومن لم يصن نفسه لم ينفعه عمله"[25]، مما يعكس تشعب معارف المزني بين الفقه والحديث واللغة.[23]

لقد جمع المزني بين علوم الفقه والأصول والحديث واللغة، مدعوماً بشهادات معاصريه وأدلة من نقوله وشرحه، مما جعله عَلَماً مميزاً في مدرسة الشافعي.

## عقيدته ومحنته
ابتعد الإمام المُزَنِي عن علم الكلام اتباعًا لنصيحة شيخه (الإمام الشافعي)، متمسكًا بعقيدة السلف، ورُوِي عنه الكثير من الروايات المؤكِّدَةِ التزامَه بطريقة السَّلَفِ في الاعتقاد، لكن سكوته عن الخوض في العقائد أثناء محنة خلق القرآن (في عهد المأمون وحتى نهايتها على يد المتوكِّل) عرَّضه لاتهامات بالانحراف؛ واستدلُّوا بسلامته في دولة المعتزلة على انحرافه، خصوصًا وقد أخذوا رفيقه البُوَيْطي موثقًا، وتصدَّر هو في مجلسه من بعده، فكثُر فيه القيل والقال، وعزوا له الانحراف في القرآن، فمن قائل بأنه من الواقفين في قضية القول بخلق القرآن، وآخرون عزوا له القول بالخلق؛ قال ابن عبد البَرِّ: «وهذا لا يَصِحُّ عنه».
ومن أهم الأدلة على براءته:
- نقله لنهي الشافعي عن الكلام:

1. حين سُئل عن الكلام أجاب: "أكره هذا، بل أنهى عنه كما نهى الشافعي"، مُستدلًا بقول مالك: "التوحيد ما قاله النبي صلى الله عليه وسلم: (أُمِرْتُ أن أُقاتل الناس حتى يقولوا: لا إله إلا الله)"، قال المزني: فما عصم به الدم، والمال حقيقة التوحيد.[27]
2. أكد في رواية البيهقي: "القرآن كلام الله غير مخلوق، وما دِنتُ بغير هذا قط، ولكن الشافعي كان ينهانا عن الكلام".[28]

- شهادات معاصريه:

1. في محادثة مع نُعيم بن حمّاد، أجاب المُزَنِي: "القرآن كلام الله غير مخلوق، والله يُرى يوم القيامة".[29]
2. عند سؤاله في مرض موته عن القرآن، قال: "كلام الله غير مخلوق، لم يزل هذا قولي، وكرهت الكلام فيه؛ لأن الشافعي كان ينهى عن الكلام فيه".[30]
3. وأخرج الذهبي عن أبي زرعة الرازي أنه قال: «بلغني عنه أنه تكلَّم في لفظي بالقرآن مخلوق، فلما خرج عبد الرحيم إليه أمرته أن يسأله عن ذلك، قال: فبكى وقال: معاذَ الله».[31]

- تحاشيه المحنة:

امتنع عن الكلام خشية الابتلاء بدخول السجون كرفيقيه البويطي وأحمد بن حنبل، قائلًا: "أحمد... أبو بكر يوم الرِّدَّة، وعمر يوم السقيفة، وعثمان يوم الدار، وعليّ يوم صِفِّين"، مُشيرًا إلى صموده.
- رسالة شرح السنة:

نُسبت إليه رسالة توافق عقيدة السلف، لكن أسانيدها ضعيفة بمجاهيل كالحلواني واليازوري. ومع ذلك، اعتمدها علماء كالذهبي وابن القيم لموافقتها ما ثبت من أقواله.
- تبرئة العلماء له:

1. نقل الذهبي عن أبي زرعة الرازي: "بكى المُزَنِي حين سُئل عن اللفظية قائلًا: معاذَ الله".[35]
2. روى البيهقي تصريحه بعدم القول بخلق القرآن، مُعللًا صمته: "كرهت الكلام مخافة أن أُبتلى بالسلاطين".[36]

الخلاصة: فهذه الروايات الصحيحة كلها تدل على صحة اعتقاد المُزَنِي وبُعده عَمَّا رُمِيَ به من الخوض في القرآن، وتبيِّن كذلك الأسباب التي جعلته لا يتكلَّم في القرآن، وجملتها: اتقاء المحنة أن تقع عليه، ومن الهدي ألا يتمنى المرء لقاء العدو، فإذا لقيه صبر وثبت، ومنها كذلك: اتقاء الخوض في علم الكلام والجدل في مسائلها شغلًا بالفقه كما أوصاه الشافعي.

## زهده وتحنُّثه
لقد كان المُزَنِي نموذجًا للزهد والورع، واتفق مترجموه على تفرده في العبادة والفقه، ومن أدلة زهده:
- الورع في الطهارة:

1. رفض الوضوء من ماء "ابن طولون" لشكه في طهارته[38]، وكان يذهب للنيل لتجديد وضوئه حتى في البرد القارس.[39]
2. روى يوسف القُمِّي قال: «صحبت المُزَني ليلة شاتية وبعينه رمد، فكان يجدِّد الوضوء، ثم يدعو، ثم ينعس فيقوم ثانيًا فيجدِّد الوضوء، حتى فعل ذلك سبع عشرة مرة».[38]

- الاجتهاد في العبادة:

1. كان يصلِّي بمصر الصلوات جماعة، فربما يخرج للطهارة ويتباعد إلى النيل، فإذا رجع وجدهم قد فرغوا من الصلاة، فيعيد تلك الصلاة خمسًا وعشرين مرة. (كما في كتاب الحَمْشَاذي).[40]
2. وصفه أبو سعيد بن السكري: "ما رأيت أَعْبَدَ لله منه، ولا أتقن للفقه".[41]

- البُعد عن السلطة:

1. تجنَّب المناصب، وكان يردد عند لقاء القضاة: ﴿وَجَعَلْنَا بَعْضَكُمْ لِبَعْضٍ فِتْنَةً أَتَصْبِرُونَ﴾، ثم يؤكد: "بلى ربنا نصبر".[38]
2. نقل عن عيسى عليه السلام: "كما ترك الملوك الحكمة فاتركوهم والدنيا"، قال أبو جعفر الطَّحَاوي: وكذلك فعل المُزَني.[42]

- مجاهدة النفس:

1. اعتاد غسل الموتى لتليين قلبه، وقال: "عانيت غسل الموتى ليرقَّ قلبي، فصار لي عادة".[43]
2. أشار إلى خطر تحوُّل العبادة إلى عادة روتينية دون استشعار معناها.[44]

- شهادة معاصريه:

1. قال الخليلي: "أزهد أهل زمانه وأحسنهم ديانة".[15]
2. وصفه عمرو المكِّي: "أشدُّ اجتهادًا في العبادة، وأوسع الناس ورعًا مع نفسه".[45]
3. اعتزازه بخلق الشافعي: "أنا خُلُق من أخلاق الشافعي".[46]

لقد استطاع المُزَنِي أن يجمع بين الزهد العملي والفقه الرصين، مع حذرٍ من مُجَاملَة السلطة وتحذيرٍ من الفتن، مُتأثرًا بمنهج شيخه الشافعي، فكان نموذجًا للعالم العابد الذي حوَّل العبادة إلى سلوك يومي دون أن تفقد تأثيرها الروحي.

## شيوخه
كان الإمام المزني على علم جم، وفقه عم، قوي العارضة، ثاقب الفهم، وكانت عنايته بالفقه أكثر من غيره من العلوم، فهو "قليل الرواية، ولكنه كان رأسًا في الفقه". ولم يكن له شيوخ كُثر، بل كانت ملازمته للشافعي هي الغالبة عليه.
حدث عن:
1. محمد بن إدريس الشافعي.
2. وعن علي بن معبد بن شداد.
3. ونعيم بن حماد.

## تلاميذه
حدث عنه:
1. أبو الفوارس أحمد بن محمد بن الحسين السندي الصابوني.
2. محمد بن إسحاق بن خزيمة السلمي النيسابوري أبو بكر "إمام الأئمة ابن خزيمة".
3. أحمد بن محمد بن سلامة بن سلمة الأزدي "أبو جعفر الطحاوي".
4. محمد بن جرير بن يزيد بن كثير أبي جعفر الطبري "أبي جعفر الطبري".
5. إبراهيم بن نصر أبي إسحاق الجهني "ابن أبرول".
6. القاسم بن محمد بن قاسم بن محمد بن سيار الأندلسي القرطبي "أبي محمد".
7. زكريا بن يحيى بن عبد الرحمن الضبي البصري أبي يحيى "الساجي".
8. أحمد بن محمد بن ساكن الزنجاني أبي عبد الله
9. عبد الله بن محمد بن زياد النيسابوري أبي بكر "أبي بكر النيسابوري عبد الله".
10. لؤلؤ بن عبد الله الرومي الخصي أبي محمد.
11. أسلم بن عبد العزيز الأموي الأندلسي أبي الجعد.
12. أبي بكر النيسابوري "المغازلي".
13. إسحاق بن موسى بن عمران الإسفرايني أبي يعقوب.
14. جعفر بن أحمد بن أبي عبد الرحمن الشاماتي أبي محمد النيسأبيري.
15. يحيى بن عبد العزيز أبو زكرياء ابن الخرار "ابن الخراز يحيى".
16. عثمان بن سعيد بن بشار الأنماطي أبي القاسم الأحول.
17. محمد بن فطيس بن واصل الغافقي الأندلسي الإلبيري أبي عبد الله.

## تصانيفه
للإمام المزني رحمه الله مؤلفات متعددة غالبها في الفقه ومسائل المذهب، فمن تلك المؤلفات:
الجامع الكبير، والجامع الصغير، والمنثور، والمسائل المعتبرة، والترغيب في العلم، وكتاب الوثائق.
غير أن أشهر كتبه وأبعدها صيتًا، وأكثرها شروحًا من علماء المذهب، هو كتابه المختصر الذي عُرف بمختصر المزني، وقد أثنى عليه أهل العلم، وتحدثوا عن ذيوعه بين الناس؛ قال أبو العباس أحمد بن سريج: "وهو أصل الكتب المصنفة في مذهب الشافعي رضي الله عنه، وعلى مثاله رتبوا، ولكلامه فسروا وشرَحوا". وقال الذهبي: "وامتلأت البلاد بـ(مختصره) في الفقه، وشرحه عدة من الكبار؛ بحيث يقال: كانت البكر يكون في جهازها نسخة بـ (مختصر) المزني".

## ثناء العلماء عليه
1. قال اليافعي: الفقيه الامام أبو إبراهيم إسماعيل بن يحيى المزني المصري الشافعي. وكان زاهداً عابداً مجتهداً غوّاصاً على المعاني الدقيقة، اشتغل عليه خلق كثير.[50]
2. وقال الشافعي في صفة المزني: ناصر مذهبي.[51]
3. وقال الشافعي عنه أيضاً: لو ناظر المزني الشيطان لقطعه.[52] قال النووي: وهذا قاله الشافعي والمزني في سن الحداثة، ثم عاش بعد موت الشافعي ستين سنة يقصد من الآفاق وتشد إليه الرحال، حتى صار كما قال أحمد بن صالح: لو حلف رجل أنه لم ير كالمزني لكان صادقاً، وذكروا من مناقبه في أنواع طرق الخير جملاً نفيسة لا يحتمل هذا الموضع عشر معشارها، وهي مقتضى حاله وحال من صحب الشافعي.[53]
4. قال البيهقي: ولما جرى للبويطي ما جرى كان القائم بالتدريس والتفقيه على مذهب الشافعي المزني، وأنشد المنصور الفقيه: لم تر عيناي وتسمع أذني أحسن نظماً من كتاب المزني، وأنشد أيضا في فضائل المختصر وذكر من فضائله شيئا كثيراً؛ وقال البيهقي: ولا نعلم كتاباً صنف في الإسلام أعظم نفعا وأعم بركة وأكثر ثمرة من مختصره، قال: وكيف لا يكون كذلك واعتقاده في دين الله تعالى، ثم اجتهاده في الله تعالى، ثم في جمع هذا الكتاب، ثم اعتقاد الشافعي في تصنيف الكتب على الجملة التي ذكرناها - رحمنا الله وإياهما وجمعنا في جنته بفضله ورحمته.[54]
5. وقال الذهبي: الإمام، العلامة فقيه الملة، علم الزهاد.[10]
6. وذكره ابن يونس في تاريخه وقال: صاحب الشافعي، وقال: كانت له عبادة وفضل، ثقة في الحديث، لا يختلف فيه حاذق من أهل الفقه، وكان أحد الزهاد في الدنيا وكان من خير خلق الله عز وجل، ومناقبه كثيرة.[43]
7. وقال ابن أبي حاتم: سمعت من المزني، وهو صدوق، وقال أبو سعيد بن يونس: ثقة، كان يلزم الرِّباط.[55]
8. قال ابن عبد البَرِّ: كان أعلم أصحاب الشافعي بالنظر، دقيق الفهم والفطنة.... وكان تقياً ورعاً ديناً صبوراً.[56]
9. وقال ابن عبد البر أيضاً: وكان فقيهاً عالماً راجح المعرفة جليل القدر في النظر عارفاً بوجوه الكلام والجدل حسن البيان مقدماً في مذهب الشافعي.[56]
10. وقال عمرو بن عثمان المكي: ما رأيت أحداً من المتعبدين في كثرة من لقيت منهم أشد اجتهاداً من المزني، ولا أدوم على العبادة منه وما رأيت أحداً أشد تعظيماً للعلم، وأهله منه وكان من أشد الناس تضييقاً على نفسه في الورع، وأوسعه في ذلك على الناس وكان يقول: أنا خلق من أخلاق الشافعي.[46]
11. وقال تاج الدين السبكي: ناصر المذهب وبدر سمائه، وكان جبل علم مناظراً محجاجاً.... وكان زاهداً ورعاً متقللاً من الدنيا مجاب الدعوة.[57]

## وفاته
توفي سنة أربع وستين ومائتين بمصر، عن تسع وثمانين سنة، وذكر ابن يونس أنه توفي يوم الأربعاء لست بقين من شهر رمضان.